# KK's Priest
KK's Priest je anglická metalová skupina, kterou založil v roce 2020 bývalý kytarista Judas Priest K. K. Downing. Další členové kapely jsou zpěvák Tim „Ripper“ Owens, baskytarista Tony Newton, kytarista A.J. Mills a bubeník Sean Elg. 

## Historie

### Počátek skupiny (2020–2021)
V lednu 2020 K. K. Downing podepsal smlouvu s vydavatelstvím EX1 Records a oznámil, že bude pracovat na zbrusu nové hudbě. V únoru 2020 založil Downing skupinu s názvem KK's Priest s baskytaristou Tonym Newtonem, kytaristou A.J. Mills a s bývalými kolegy a členy Judas Priest zpěvákem Timem Owensem a bubeníkem Lesem Binksem.

### Sermons of The Sinner(2021)
Binks opustil skupinu z důvodu zranění zápěstí ještě před nahráváním debutového alba, a byl nahrazen americkým bubeníkem Seanem Elgem ze skupiny Cage.
V říjnu 2021 skupina vydala debutové album Sermons of The Sinner. Skupina vydala v květnu 2021 hudební video k hlavnímu singlu alba „Hellfire Thunderbolt“ a dosáhla přes 1 milion zhlédnutí na YouTube.
Skupina dosáhla úspěchu na YouTube velmi rychle, druhý singl z debutového alba se stejnojmenným názvem „Sermons of the Sinner“ dosáhl přes 900 tisíc zhlédnutí; zde představili svého maskota „Deimos“, který je na obalu debutového alba.
V červenci 2021 vydali třetí singl z debutového alba s názvem „Brothers of The Road“ a v srpnu čtvrtý singl s názvem „Raise Your Fists“.
Debutové album Sermons of the Sinner se nejvíc prosadilo v evropských žebříčcích ve Švýcarsku, Rakousku a Německu.
V hodnocení debutového alba kapely je hudba popisována jako klasický heavy metal s progresivním nádechem speed metalu.

### The Sinner Rides Againa poprvé na turné (2021–dosud)
V červnu 2021 Downing oznámil, že pracuje se skupinou na novém materiálu pro další album, jež by mělo vyjít v roce 2023, kdy se skupina také poprvé vydá na turné.
Skupina měla své debutové vystoupení 6. července 2023 ve městě Wolverhampton v hudebním klubu KK's Steel Mill, který patří právě Downingovi.
V červnu 2023 byl vydán první singl k druhému albu s názvem „One More Shot at Glory“, v červenci druhý singl „Reap The Whirlwind“ a 25. srpna třetí singl s názvem „Strike of the Viper“.
V červnu 2023 oznámili první turné nazvané Priests, Killers & Witches Tour po Velké Británii, kde jako speciální hosté byli Paul Di'Anno a Burning Witches.
13. srpna 2023 skupina zahrála na Bloodstock Open Air Metal Festival, kde byla předkapelou Megadeth. V prosinci 2023 vyšel záznam celého koncertu.
Druhé studiové album s názvem The Sinner Rides Again vyšlo 29. září 2023 tentokrát přes vydavatelství Napalm Records a zároveň byl 29. září zveřejněn videoklip ke čtvrtému singlu s názvem „Hymn 66“. V prosinci byl zveřejněn videoklip k pátému singlu „Sons of the Sentinel“.
Album The Sinner Rides Again se umístilo v žebříčcích ve Finsku na 4. místě, Švédsku na 5. místě, Německu na 11. místě, Švýcarsku na 10. místě a Velké Británii na 5. místě.
V prosinci 2023 skupina oznámila americké turné s názvem Return of The Sinner Tour. V dubnu 2024 skupina oznámila evropskou část turné.
Skupina od května do srpna 2024 pojede na turné po evropských festivalech. V červenci 2024 KK's Priest poprvé vystoupí v České republice na festivalu Masters of Rock.
V květnu 2024 skupina oznámila na podzim 2024 společné turné po USA a Kanadě s německou metalovou kapelou Accept s názvem Metal Assault Tour.

## Členové

### Současní
- K. K. Downing – kytary (2020–dosud)
- Tim „Ripper“ Owens – zpěv (2020–dosud)
- Tony Newton – baskytara, doprovodný zpěv (2020–dosud)
- A.J. Mills – kytary, doprovodný zpěv (2020–dosud)
- Sean Elg – bicí (2020–dosud)

### Dřívější
- Les Binks – bicí (2020)

## Diskografie
- Sermons of The Sinner (2021)
- The Sinner Rides Again (2023)